# Батлер (округ Кларк, Вісконсин)
Батлер (англ. Butler) — місто (англ. town) в США, в окрузі Кларк штату Вісконсин. Населення — 112 особи (2020).

## Демографія
Згідно з переписом 2010 року, у місті мешкало 96 осіб у 41 домогосподарстві у складі 25 родин. Було 60 помешкань
Расовий склад населення:
| - 95,8 % — білих - 3,1 % — корінних американців - 1,0 % — чорних або афроамериканців |

До двох чи більше рас належало 0,0 %. Частка іспаномовних становила 0,0 % від усіх жителів.
За віковим діапазоном населення розподілялося таким чином: 19,8 % — особи молодші 18 років, 60,4 % — особи у віці 18—64 років, 19,8 % — особи у віці 65 років та старші. Медіана віку мешканця становила 50,5 року. На 100 осіб жіночої статі у місті припадало 104,3 чоловіків;  на 100 жінок у віці від 18 років та старших — 133,3 чоловіків також старших 18 років.
Середній дохід на одне домашнє господарство  становив 61 793 долари США (медіана — 52 500), а середній дохід на одну сім'ю — 63 372 долари (медіана — 56 250). Медіана доходів становила 52 000 доларів для чоловіків та 39 500 доларів для жінок. За межею бідності перебувало 21,3 % осіб, у тому числі 36,4 % дітей у віці до 18 років та 10,5 % осіб у віці 65 років та старших.
Цивільне працевлаштоване населення становило 42 особи. Основні галузі зайнятості: транспорт — 28,6 %, виробництво — 26,2 %, сільське господарство, лісництво, риболовля — 14,3 %, будівництво — 11,9 %.